# Bruchomyiinae
Sous-famille
Les Bruchomyiinae sont une sous-famille de diptères nématocères de la famille des Psychodidae.
Cette sous-famille comprend 3 genres : Bruchomyia Alexander, Eutonnoiria Alexander, et Nemapalpus Macquart qui se différencient, entre autres, par le nombre de segments que comptent leurs antennes :
- Le genre Eutonnoiria possède des antennes de 111 segments (=flagellomères)
- Le genre Bruchomyia  possède des antennes de  24 à 29 segments
- Le genre Nemapalpus  possède des antennes de 14 segments

Le genre Eutonnoiria est pour l'instant anecdotique, ne comprenant qu'une seule espèce découverte en Afrique Centrale.
Le genre Bruchomyia  comporte pour l'instant 9 espèces toutes découvertes en Amérique du Sud.
Le genre Nemapalpus  est quant à lui cosmopolite.

## Taxonomie
- genre Nemapalpus Macquart, 1838
  - Nemapalpus acaenohybos Quates & Alexander, 2000 (Brésil)
  - Nemapalpus dampfianus Alexander 1940 (Mexique)
  - Nemapalpus flavus
  - Nemapalpus mopani De León, 1950
  - Nemapalpus nearcticus Quates & Alexander, 2000 (Floride, Bahamas)
  - Nemapalpus patriciae Alexander, 1987
  - Nemapalpus phoenimimos Quate & Alexander, 2000
  - Nemapalpus rondanica Quates & Alexander, 2000 (Brésil)
  - Nemapalpus stenygros Quates & Alexander, 2000 (Brésil)

- genre Bruchomyia Alexander 1920 (9 espèces décrites en Amérique du Sud uniquement)
  - Bruchomyia almeidai Barretto & d’Andretta 1946
  - Bruchomyia andina Quate et al, 2000
  - Bruchomyia argentina Alexander 1920
  - Bruchomyia brasiliensis Alexander 1940
  - Bruchomyia fusca Barretto 1950
  - Bruchomyia unicolor Barretto 1950
  - Bruchomyia peruviana Alexander 1929
  - Bruchomyia plaumanni Alexander 1944
  - Bruchomyia shannoni Alexander 1920

- genre Eutonnoiria Alexander (1940) (1 seule espèce décrite d'Afrique Centrale)